# Tonkin-Kampagne
Die Tonkin-Kampagne (französisch Campagne du Tonkin) war ein bewaffneter Konflikt, der etwa vom Juni 1883 bis zum April 1886 andauerte und in dem Frankreich abwechselnd gegen die Armeen der Schwarzen Flaggen, Vietnams und Chinas um die Vorherrschaft in Tonkin und damit verbunden auch Annam kämpfte. Die Lage der Franzosen wurde im August 1884 durch den Ausbruch des Chinesisch-Französischen Krieges und im Juli 1885 durch den Aufstand der Can Vuong in Annam zusätzlich noch erschwert. Die Hauptlast der Kämpfe wurde auf französischer Seite vom Expeditionskorps Tonkin und der Tonkinflotille getragen. Besonders im Chinesisch-Französischen Krieg griff jedoch auch das französische Fernostgeschwader in den Konflikt ein. Das offizielle Ende der Kampagne kam im April 1886, als das Expeditionskorps Tonkin bedeutend verkleinert und in eine Besatzungstruppe umgewandelt wurde. Das Gebiet Tonkins konnte jedoch bis in das Jahr 1896 hinein nicht als befriedet gelten, da es immer wieder zu Erhebungen der einheimischen Bevölkerung kam.

## Vorgeschichte – Hanoi und Nam Dinh (April 1882 bis Juli 1883)

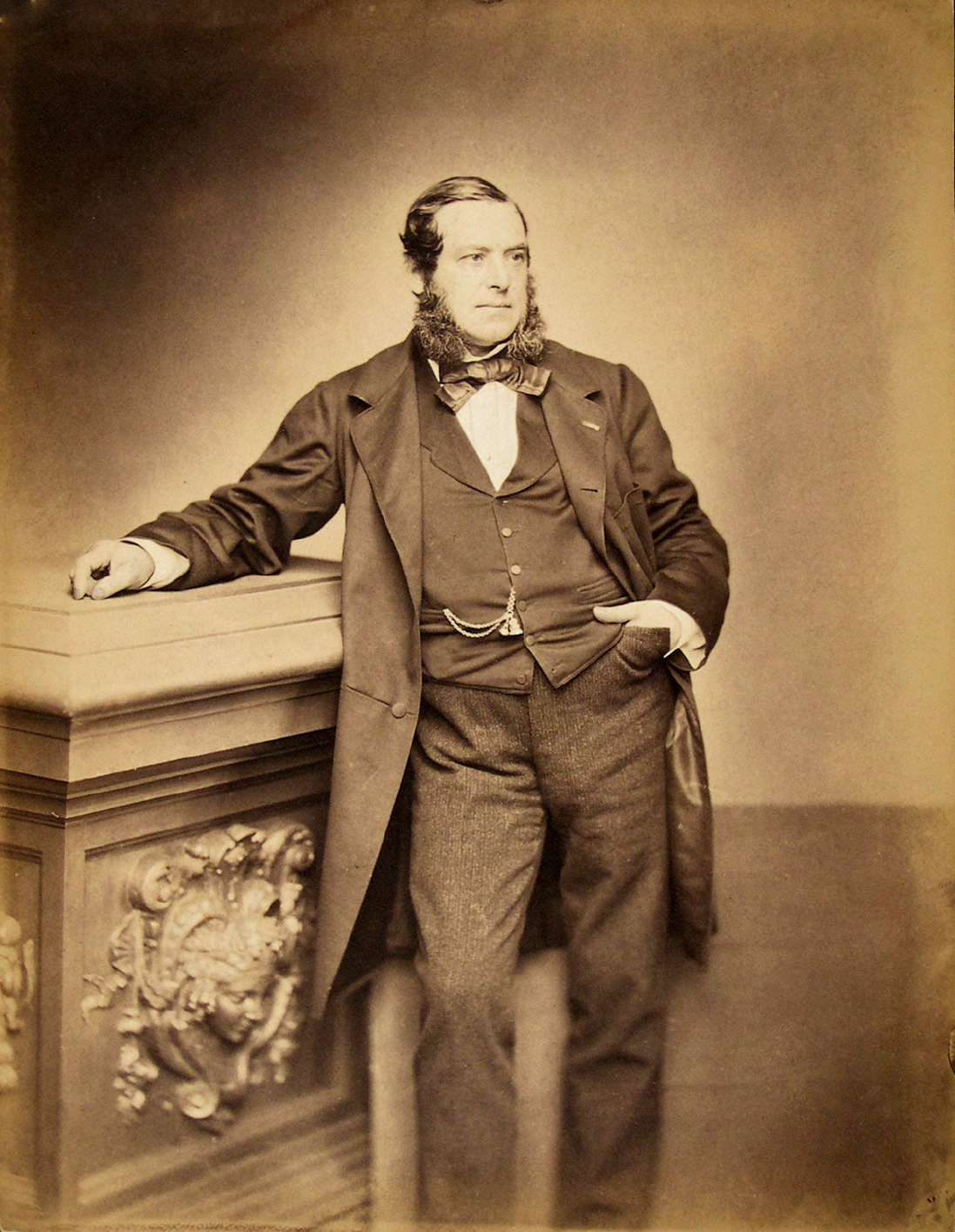
Henri Rivière

Neun Jahre nachdem Francis Garnier mit dem Versuch gescheitert war, Tonkin gewaltsam für Frankreich zu erobern, kam es erneut zu Auseinandersetzungen, als der französische Marineoffizier Henri Rivière mit einer kleinen Einheit Marineinfanteristen am 25. April 1882 die Zitadelle von Hanoi besetzte. Zwar ließ er sie eiligst wieder räumen und entschuldigte sich für diesen Vorfall, forderte allerdings gleichzeitig Verstärkungen in Frankreich an, da ihm mit Rückendeckung des Staates die Gelegenheit günstig erschien, nun doch ein französisches Protektorat über Tonkin zu errichten, nachdem dies in Annam schon 1874 gelungen war.
Als die erwarteten Verstärkungen im Februar 1883 eintrafen, begann Rivière Vorbereitungen zu treffen, um die Stadt Nam Định zu erobern und von dieser aus eine Nachschublinie bis zum Meer zu errichten. Das Vorhaben gelang mit dem französischen Sieg in der Schlacht von Nam Dinh am 27. März 1883.
Während der Abwesenheit Rivières und eines Großteils der französischen Truppen versuchte eine vietnamesische Armee unter dem Kommando von Hoang Ke Viem die trotz des Vorfalls um die Eroberung der Zitadelle von Hanoi in der Nähe der Stadt gelegenen Positionen der Franzosen zu überrennen. Diese konnten den Angriff in der Schlacht von Gia Cuc am 27. und 28. März jedoch abwehren und dem Gegner schwere Verluste zufügen.
Diese auf die Initiative von Henri Rivière zurückgehenden Aktivitäten werden teilweise schon der Tonkin-Kampagne zugerechnet, meist wird ihr Beginn jedoch auf den Juni 1883 datiert, nachdem die französische Regierung beschlossen hatte, weitere Verstärkungen nach Tonkin zu entsenden. Dies war eine Konsequenz aus der Niederlage und dem Tod Rivières in der Schlacht an der Papierbrücke am 19. Mai 1883, als seine Truppe von einer zahlenmäßig überlegenen Einheit der Schwarzen Flaggen unter Liu Yongfu gestellt und geschlagen wurde. Aus den schon in Tonkin stehenden Truppen und den Verstärkungen wurde das Expeditionskorps Tonkin geformt, welches zunächst unter das Kommando von Brigadegeneral Alexandre-Eugène Bouët, dem höchstrangigen Offizier der Marineinfanterie in Cochinchina, gestellt.

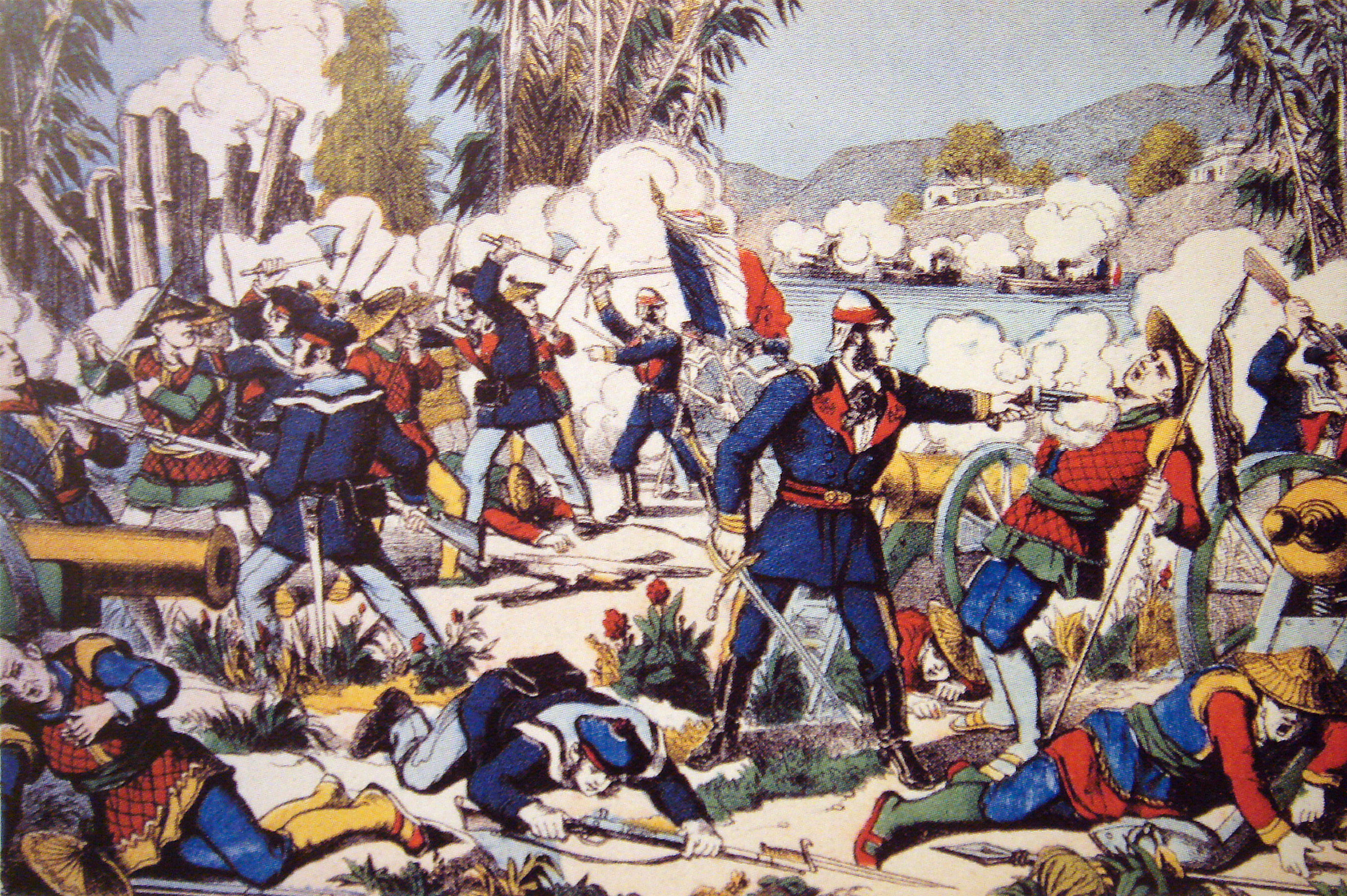
Das Gefecht bei Nam Dinh am 19. Juli 1883

Die französische Position in Tonkin stellte sich bei Ankunft Bouëts als verhältnismäßig schwach heraus. Es gab nur kleine Garnisonen in Hanoi, Haiphong und Nam Dinh sowie isolierte Außenposten bei Hon Gai und Qui Nhon in Annam, welche eine Offensive gegen die Truppen Liu Yongfus und Hoan Ke Viems vorerst unmöglich erscheinen ließen. Bouët befahl daher als erstes die Räumung der Außenposten bei Qhi Nhon, Hon Gai und Nam Dinh, änderte den Befehl später jedoch dahingehend um, dass Nam Dinh nicht geräumt, sondern verstärkt und gehalten werden sollte. Den restlichen Juni über verschanzten die Franzosen sich in ihren Garnisonen und wehrten dabei ohne größere Schwierigkeiten kleine Störmanöver der Vietnamesen gegen die Posten in Hanoi und Nam Dinh ab.
Die Ankunft von Verstärkungen aus Frankreich und Neukaledonien sowie die Anwerbung cochinchinesischer und tonkinesischer Hilfstruppen erlaubten Bouët ab Mitte Juli, seinerseits in die Offensive zu gehen. Am 19. Juli griff der Bataillonsführer und Oberbefehlshaber der französischen Garnison in Nam Dinh die um die Stadt stationierten Truppen Hoang Ke Viems an und vertrieb diese, was den feindlichen Druck von der dortigen französischen Stellung nahm.

## Errichtung des französischen Protektorats (August 1883)

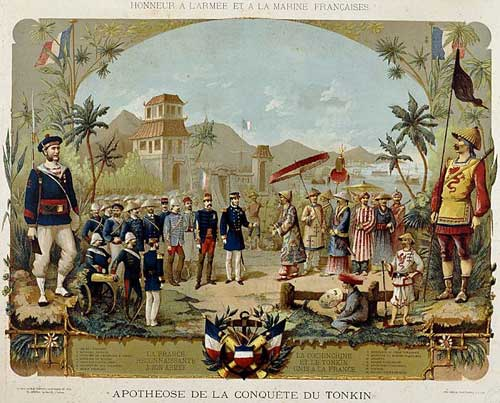
Courbet und Harmand in Hue im August 1883

Die Ankunft von Admiral Amédée-Anatole Courbet mit erheblichen Verstärkungen in der Halong-Bucht im Juli 1883 stärkte die französische Position in Tonkin weiter. Obwohl die Franzosen nun die uneingeschränkt schlagkräftigste militärische Macht in Tonkin darstellten, war ihnen klar, dass sie zu einer Übereinkunft mit dem vietnamesischen Hof in Huế kommen mussten, bevor sie die Schwarzen Flaggen Liu Yongfus restlos zerschlagen konnten. Minimalziel war hierbei die Errichtung eines französischen Protektorats über Tonkin, dass notfalls mittels Zwang erreicht werden sollte. Nach der Einrichtung eines solchen Protektorats wäre es den Franzosen möglich gewesen, die Schwarzen Flaggen als Landesfeinde zu deklarieren und notfalls vietnamesische Truppen zur Unterstützung im Kampf gegen diese heranzuziehen.
Am 30. Juli trafen sich Admiral Courbet, General Bouët und der neuernannte zivile Generalkommissar für Tonkin, François-Jules Harmand, zu Beratungen über ihr weiteres Vorgehen in Haiphong. Bei diesem Treffen kamen sie überein, dass Bouët so bald wie möglich einen Angriff auf die Stellungen der Schwarzen Flaggen bei Phu Hoai und am Fluss Day führen sollte. Da der vietnamesische Hof weiterhin diese unterstützte und auch der vietnamesische Prinz Hoang mit seiner Armee den Franzosen feindlich gegenüberstand, beschlossen sie vor allem auf Bestreben Harmands, die französische Regierung um die Erlaubnis eines Angriffs auf die Verteidigungsstellungen bei Huế zu bitten. Nach der Einkreisung der Stadt sollte ein Ultimatum gestellt werden, das französische Protektorat über Tonkin anzuerkennen oder sich einer sofortigen Attacke durch die belagernden Truppen auszusetzen.
Der Vorschlag wurde am 11. August vom Marineministerium bestätigt und am 18. August begann das Geschwader Admiral Courbets den Beschuss der Forts von Thuan An im Vorfeld von Huế. Am 20. August landeten zwei Kompanien französischer Marineinfanterie, unterstützt von Matrosen dreier französischer Kriegsschiffe, darunter der Panzerkorvette Atalante, am Strand und stürmten in der Schlacht von Thuan An die Forts. Am Nachmittag desselben Tages liefen die beiden Kanonenboote Lynx und Vipère in die Mündung des Parfüm-Flusses ein um einen jederzeitigen Angriff der angelandeten Truppen auf Huế selbst zu decken.

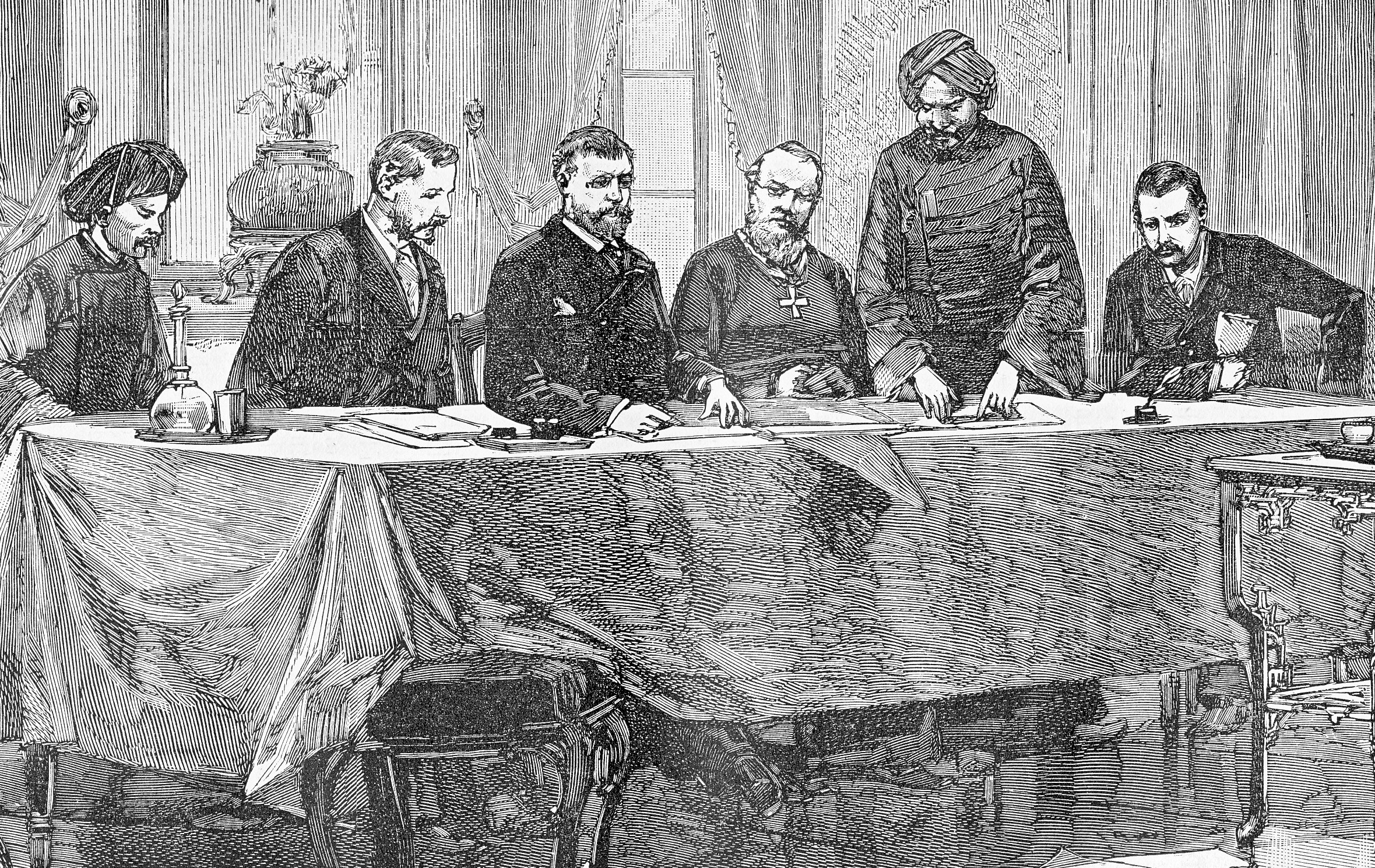
Unterzeichnung des Vertrags von Hue am 25. August 1883

Da die Vietnamesen keine ausreichenden Truppen zur Verteidigung der Stadt zusammenziehen konnten, baten sie um Verhandlungen und einen Waffenstillstand. Am 25. August diktierte Harmand den vietnamesischen Unterhändlern den Vertrag von Huế und zwang sie zur Unterzeichnung. Durch diesen Vertrag erkannte der vietnamesische Hof die französische Besetzung Cochinchinas und das französische Protektorat sowohl über Annam als auch Tonkin an und verpflichtete sich, alle eigenen Truppen aus Tonkin abzuziehen. Als Gegenleistung behielt das vietnamesische Kaiserhaus seinen Thron und konnte formell, jedoch nur nach Absprache mit Frankreich, weiter regieren. Zu diesem Zwecke wurde die Entsendung eines französischen Residenten, der dem Generalkommissar Tonkins unterstellt war, nach Huế beschlossen, welcher als Berater des Kaisers diente. Um einen Aufstandsversuch zu unterbinden, besetzte zusätzlich eine französische Garnison dauerhaft die Forts bei Thuan An. Als Gegenleistung für den Erlass seiner Schulden trat Vietnam zusätzlich seine Provinz Binh Thuan an die französische Kolonie Cochinchina ab und erlaubte es den Franzosen, verwaltungstechnisch Gebiete zwischen Annam und Tonkin zu tauschen. Als letzte Punkte garantierten die Franzosen, neben dem freien Handel auf dem Roten Fluss, die Schwarzen Flaggen, welche angeblich Vietnam zerschlagen und an China angliedern wollten, aus Tonkin zu vertreiben um die innere Integrität des Landes und der Kaiserherrschaft zu sichern.

## Phu Hoai, Palan und Hai Duong (August bis November 1883)

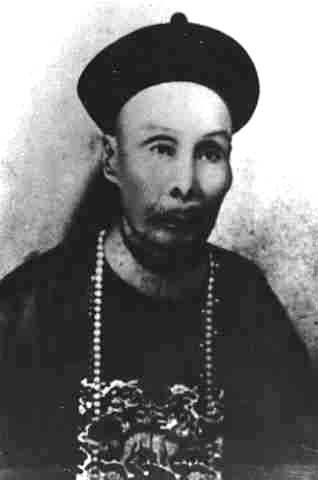
Liu Yongfu

In der Zwischenzeit begann General Bouët, wie in der Konferenz von Haiphong vereinbart, eine Offensive gegen die Schwarzen Flaggen Liu Yongfus. Am 15. August und 1. September griff er deren Verteidigungsstellungen am Day-Fluss an, konnte in der Schlacht von Phu Hoai und der Schlacht von Palan jedoch keinen entscheidenden Durchbruch erzielen, weshalb sie trotz des teilweise französischen Erfolgs von der Weltöffentlichkeit als Niederlagen Frankreichs gewertet wurden. Parallel hierzu gelang es jedoch dem Bouët unterstellten Oberstleutnant Brionval, welcher mit einer Einheit Marineinfanterie und cochinchinesischer Hilfstruppen gegen die vietnamesischen Stellungen in der Provinz Hai Duong vorging, die Verteidigungsanlagen der gleichnamigen Stadt am 13. August zu stürmen. Dieses Gefecht wurde für die von beiden Seiten verübten Grausamkeiten bekannt. So entdeckten die französischen Soldaten bei der Erstürmung die aufgehängten Leichen mehrerer vermisster französischer und cochinchinesischer Soldaten des Expeditionskorps, die eindeutige Folterspuren aufwiesen. Als Rache hierfür töteten die Franzosen nach der Schlacht alle gefangengenommenen vietnamesischen Soldaten mit Bajonetten. Nach der Eroberung der Stadt besetzten die Franzosen die örtliche Zitadelle und richteten auf dem Elefantenberg, einige Kilometer nördlich, einen zusätzlichen Posten ein, um so die Kommunikationslinien auf dem Wasserweg zwischen Haiphong und Hanoi abzusichern.
Im November 1883 besetzten die Franzosen die Städte Ninh Binh, Hung Yen und Quang Yen, um ihre Position im Delta des Roten Flusses weiter zu stärken. Besondere Bedeutung hatte dabei die Besetzung der Zitadelle von Ninh Binh, da deren hochgelegene Position es erlaubte, mittels Artillerie den gesamten durchgehenden Verkehr auf dem Roten Fluss zu kontrollieren und notfalls zu blockieren. Des Weiteren sollte der als franzosenfeindlich geltende, vietnamesische Gouverneur von Ninh Binh abgesetzt werden, welcher im März 1883 den Vormarsch Henri Rivières auf Nam Dinh zu behindern versucht hatte. Da sie Widerstand erwarteten, schickten die Franzosen neben einer Einheit Marineinfanterie unter dem Kommando von Oberstleutnant Pierre de Badens zusätzlich die beiden Kanonenboote Léopard und Pulvier gegen die Stadt, welche jedoch ohne Gegenwehr von den vietnamesischen Truppen aufgegeben wurde.
Der Vertrag von Huế erwies sich bald nach seiner Unterzeichnung in Tonkin als teilweise wertlos. Vietnamesische Verwaltungsbeamte, welche zur Unterstützung der Franzosen entsandt worden waren, verhielten sich unkooperativ oder verweigerten die Zusammenarbeit komplett. Zusätzlich weigerte sich Prinz Hoang, seine Truppen aus Tonkin zurückzuziehen. Er ermutigte im Gegenteil die Schwarzen Flaggen dazu, noch aktiver gegen die Franzosen vorzugehen, was ab Herbst 1883 zu wiederholten Attacken auf französische Stellungen und Einheiten führte. So wurden die kleinen Garnisonen in Palan und Batang angegriffen und am 17. November fiel Hai Duong beinahe in einem Angriff von etwa 2000 Angreifern der Schwarzen Flaggen, welche von den Truppen Prinz Hoangs unterstützt wurden. Lediglich die Ankunft des Kanonenboots Lynx konnte den Angriff im letzten Augenblick abwehren.

## Son Tay (Dezember 1883)

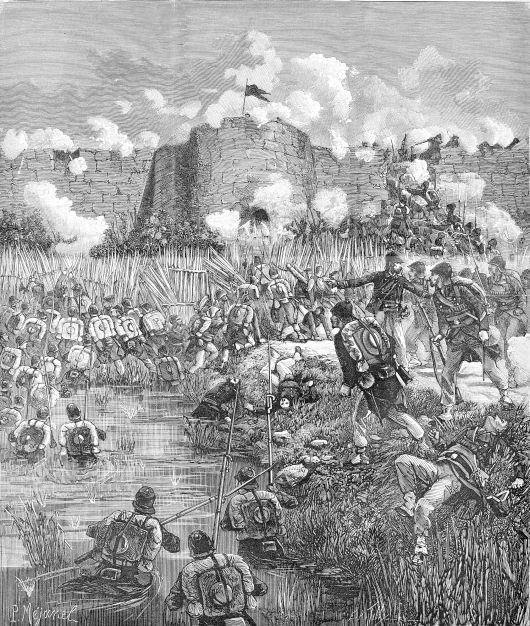
Die Eroberung von Son Tay am 16. Dezember 1883

Ab Dezember 1883 gingen die Franzosen, nachdem Admiral Courbet im Oktober den Oberbefehl über das Expeditionskorps Tonkin von General Bouët übernommen hatte, wieder in die Offensive und entsandten eine Streitmacht von etwa 9000 Soldaten, um die Schwarzen Flaggen bei Son Tay in einer Entscheidungsschlacht zu zerschlagen. Dieser Vormarsch war politisch brisant, da die Franzosen bei Son Tay erstmals in direkten Konflikt mit chinesischen Truppen kommen würden. China, die traditionelle Protektionsmacht Vietnams, unterstützte bereits seit einigen Monaten mehr oder weniger offen die Schwarzen Flaggen und hatte Truppen in Son Tay, Lang Son, Bac Ninh und anderen Orten in Tonkin stationiert, um so den französischen Vorstoß nach Norden auf die chinesische Grenze zu behindern. Die französische Regierung befürchtete, dass ein Angriff auf Son Tay zu einem unerklärten Krieg mit China führen könnte, erwog jedoch, dass ein schneller Vorstoß und Sieg die Chinesen eher dazu bringen könnte, das Unausweichliche zu akzeptieren und sich zurückzuziehen. Als am 10. Dezember die politischen Verhandlungen über einen chinesischen Rückzug für gescheitert erklärt wurden, autorisierte man Courbet zur Eroberung Son Tays.
Während der Son Tay-Kampagne kam es zu den härtesten Gefechten, die Frankreich bisher in Tonkin geführt hatte. Obwohl die vietnamesischen und chinesischen Truppen in Son Tays sich nicht sehr aktiv an der Verteidigung beteiligten, konnten die Schwarzen Flaggen die französischen Angriffe mehrmals erfolgreich zurückwerfen. Am 14. Dezember scheiterte ein französischer Angriff auf die äußeren Verteidigungsanlagen bei Phu Sa und führte zu einem ungeordneten Rückzug, was Liu Yongfu dazu verleitete, in der folgenden Nacht einen Gegenangriff auf die französischen Linien zu führen, der jedoch ebenfalls abgewehrt wurde. Nach einem Ruhetag befahl Admiral Courbet am Nachmittag des 16. Dezember erneut den Angriff, welcher durch ein intensives Artilleriebombardement vorbereitet worden war. Gegen 17 Uhr konnten ein Bataillon der Fremdenlegion und der Marineinfanterie das Westtor Son Tays stürmen und sich in die Stadt vorkämpfen. Die Schwarzen Flaggen zogen sich in die Zitadelle zurück und räumten die Stadt einige Stunden später im Schutze der Dunkelheit endgültig. Während die Franzosen bei der Eroberung Son Tays Verluste von 83 Toten und 320 Verwundeten zu beklagen hatten, verloren die Schwarzen Flaggen so viele Männer und Ausrüstung, dass sie zukünftig nicht mehr als ernsthafte Bedrohung der französischen Position angesehen wurden.

## Bac Ninh und Hung Hoa (Januar bis Juli 1884)
Noch am 16. Dezember 1883, dem Tag an dem Truppen unter seinem Befehl erfolgreich Son Tay erobert hatten, wurde Admiral Courbet durch den Divisionsgeneral Charles-Théodore Millot als Oberbefehlshaber des Expeditionskorps Tonkin abgelöst. Begründet wurde dies dadurch, dass durch die Truppenaufstockung des Expeditionskorps dieses inzwischen so groß geworden war, dass es zu einer aus zwei Brigaden bestehenden Armeedivision umgeformt wurde und Courbet für ein solch großes Kommando nicht geeignet sei. Das französische Oberkommando traute es Millot darüber hinaus eher zu, mit einer chinesischen Intervention gegen die französische Position in Tonkin, welche nach der Eroberung Son Tays erwartet wurde, umzugehen. Nach Ausschöpfung der aus ihrer Sicht letzten diplomatischen Möglichkeiten, die chinesischen Truppen friedlich zum Rückzug aus Tonkin zu bewegen, gab die französische Regierung Millot die Erlaubnis, militärisch gegen die seit Herbst 1882 von der chinesischen Guangxi-Armee besetzte Festung von Bắc Ninh vorzugehen. Im März 1884 begann dieser zu diesem Zweck die Bac Ninh-Kampagne, in welcher er mit insgesamt etwa 11.000 französischen, algerischen und vietnamesischen Truppen die Chinesen aus Bac Ninh und seiner Umgebung vertreiben konnte. Dies stellte die bis dahin größte Ansammlung französischer Truppen und ihrer Hilfstruppen in Tonkin dar.
Nach dem Erfolg bei Bac Ninh ging Millot in der Folgezeit gegen verschiedene chinesische Garnisonen und Posten vor, welche beim Rückzug der Guangxi-Armee nicht geräumt worden waren. Anfang April beschloss er, gegen die stark befestigten Positionen der Schwarzen Flaggen bei Hung Hoa vorzugehen, um diese ebenfalls über die chinesische Grenze zu treiben. Am 11. April gelang es Millots Truppen, durch einen Flankenangriff die Schwarzen Flaggen aus ihren Verteidigungsstellungen bei Hung Hoa und Dong Yan zu vertreiben, ohne einen einzigen Toten beklagen zu müssen.
Nach dieser Niederlage zogen sich die Schwarzen Flaggen in westliche Richtung, den Roten Fluss hinauf nach Thanh Quan zurück, während die vietnamesischen Truppen Hoang Ke Viems sich in die südlich gelegene Provinz Thanh Hóa an der Grenze zwischen Annam und Tonkin zurückzogen, wo die Franzosen bisher keine Garnisonen eingerichtet hatten. General Millot teilte seine Truppen zur Verfolgung der Gegner in mehrere Teile auf. Zwei Bataillone leichter Infanterie wurden unter Oberstleutnant Letellier auf die Verfolgung der Schwarzen Flaggen angesetzt, während die Reste der 1. Brigade unter General Brière de l’Isle die Truppen Prinz Hoangs verfolgte. Bis Anfang Mai war es Brière de l’Isle gelungen, die Vietnamesen bei Phu Ngo, einige Kilometer nordwestlich von Ninh Binh, einzukreisen. Das französische Oberkommando verbot ihm jedoch den Angriff, da es Gerüchte gab, China sei doch noch an einer diplomatischen Regelung über die Zukunft Tonkins interessiert.
Parallel hierzu hatten jedoch französische Truppen am 11. Mai unter dem Bataillonskommandeur Reygasse die chinesische Garnison von Thái Nguyên angegriffen und deren Verteidiger vertrieben. Außerdem ging eine Division Marineinfanterie unter dem Kommando von Admiral Courbet in dieser Zeit eigenmächtig gegen vermeintliche Piratenstützpunkte im Golf von Tonkin vor.
Am 11. Mai 1884, am selben Tag an dem französische Truppen Thai Nguyen eroberten, beschlossen die Unterhändler Chinas und Frankreichs, Li Hongzhang und François-Ernest Fournier die Übereinkunft von Tientsin. Diese Übereinkunft sah den sofortigen Rückzug aller chinesischen Truppen aus Tonkin sowie die Anerkennung aller Punkte des Vertrags von Huế durch China vor. Dies bedeutete praktisch die chinesische Anerkennung des französischen Protektorats über Tonkin.
Die Übereinkunft von Tientsin erlaubte es Frankreich, seine Positionen in großen Teilen Tonkins im Mai und Juni 1884 weiter zu verstärken. Bis Ende Juni waren vorgeschobene Posten in Hung Hoa, Tuyen Quang, Phu Lang Thuong und Thai Nguyen errichtet und befestigt worden. Gemeinsam mit den bereits im vorangegangenen Herbst weiter östlich eingerichteten Garnisonen in Huai Duong und Quang Yen bildete sich so ein Band von Verteidigungsstellungen, welches die französische Kontrolle über das Delta des Roten Flusses weiter verstärkte. Weiter südlich wurden außerdem die Stellungen in Son Tay, Hanoi, Nam Dinh, Ninh Binh und Bac Ninh teils erheblich ausgebaut. Von diesen ausgebauten Positionen sollten nach dem in der Übereinkunft beschlossenen chinesischen Rückzug die verbliebenen Festungen wie Son Tay im nördlichen Tonkin französisch besetzt werden.
Beim Vormarsch der französischen Truppen kam es jedoch am 23. Juni zu einem Zusammenstoß dieser mit chinesischen Truppen bei Bac Le, welche sich weigerten ihre Stellungen zu verlassen. Die Weigerung Chinas, eine Entschädigung für das Gefecht bei Bac Le an Frankreich zu zahlen, führte zwei Monate später zum Ausbruch des Chinesisch-Französischen Krieges.

## Der Chinesisch-Französische Krieg (August 1884 bis April 1885)

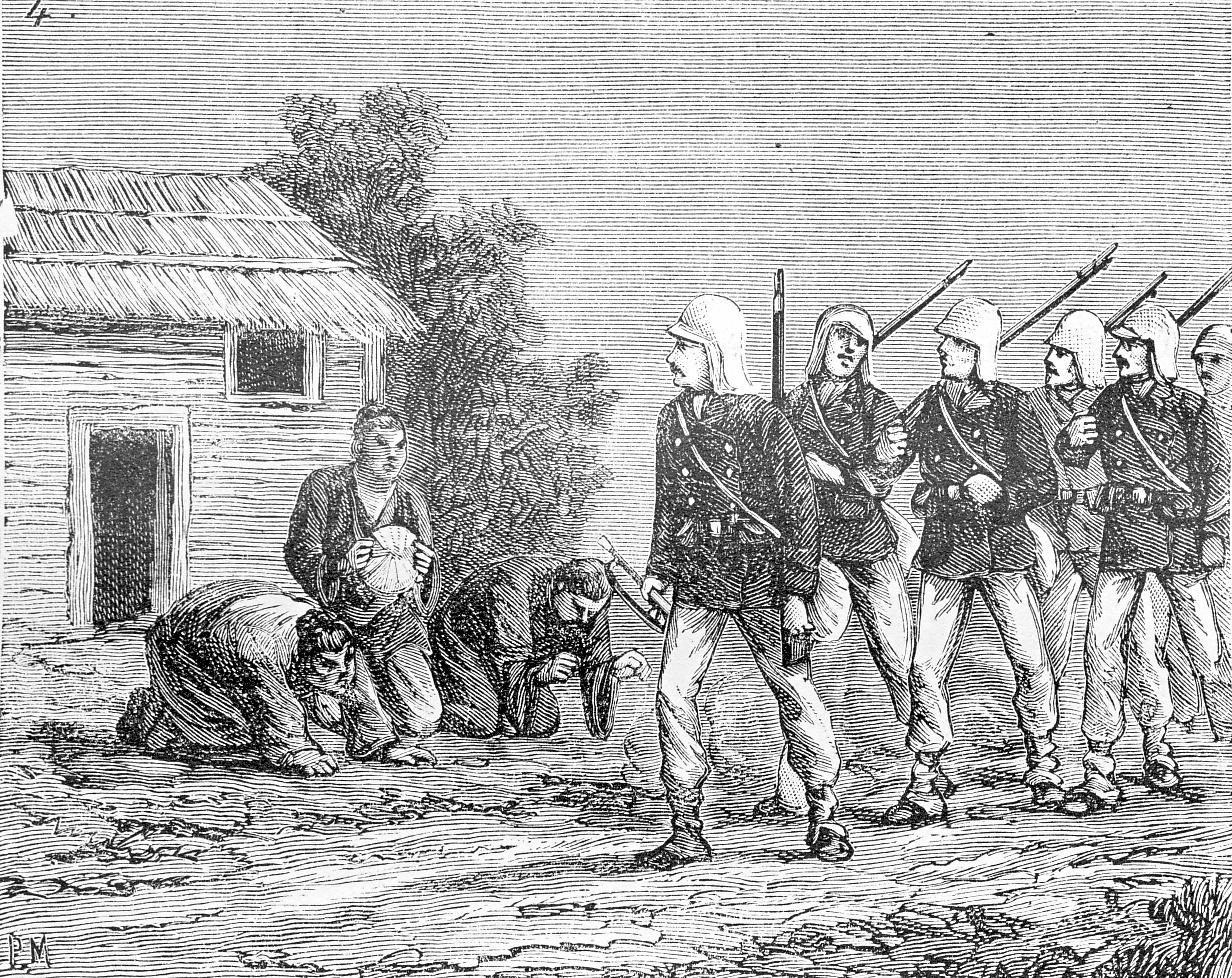
Vietnamesische Dorfbewohner müssen vorbeimarschierenden Franzosen durch Niederknien ihre Ehrerbietung zeigen.

Der Ausbruch des Chinesisch-Französischen Krieges im August 1884 warf den französischen Zeitplan zur vollständigen Beherrschung Tonkins durcheinander und konfrontierte die auf Offensivaktionen ausgerichteten Truppen des Expeditionskorps mit einem Angriff chinesischer Truppen auf ihre Stellungen im Delta des Roten Flusses. Im September 1884 trat General Millot von seinem Posten als Oberkommandierender der französischen Truppen in Tonkin zurück und übergab das Kommando an seinen bisherigen Stellvertreter Louis Alexandre Brière de l’Isle. In seinem letzten Tagesbefehl warnte Millot die Truppen noch davor, der zunehmenden Arroganz in ihren Reihen entgegenzuwirken. Zum Zeitpunkt des Kommandowechsels befanden sich insgesamt etwa 20.000 französische Soldaten in Tonkin, welche sich zunehmend herrischer gegenüber der einheimischen Bevölkerung verhielten. So wurde es beispielsweise zunehmend zur Sitte, dass einheimische Zivilisten niederknien mussten, wenn französische Soldaten vorbeimarschierten. Millot sah in diesem Verhalten eine Gefahr für die Akzeptanz der französischen Herrschaft und ordnete daher nicht nur an, General Brière de l’Isle ebenso zu folgen wie vorher ihm, sondern warnte auch, dass Respekt vor der hart arbeitenden Bevölkerung die Situation aller Franzosen verbessern würde, da so die Akzeptanz für ihre Präsenz größer sei.
Brière de l’Isle legte fortan hohen Wert darauf, seine Truppen zu drillen und dadurch zu professionalisieren. Als erste Amtshandlung stellte er größere Truppenkontingente dazu ab, im rückwärtigen Gebiet vietnamesische Freischärler zu bekämpfen und anschließend durch Posten die Grenze zwischen Annam und Tonkin zu sperren. Dies beinhaltete die endgültige Vertreibung der restlichen Truppen Prinz Hoangs und die dauerhafte Besetzung von My Luong, Ke Son und Phu Ngo. Auf diese Weise wollte er sein Hinterland absichern, bevor er seine Truppen zum Angriff gegen die Chinesen im Norden sammelte.

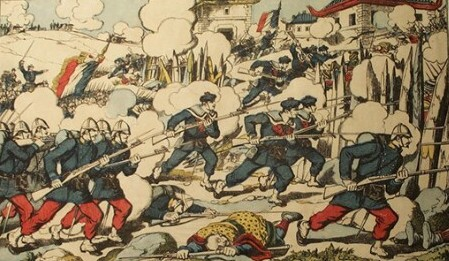
Die Schlacht von Kep am 8. Oktober 1884

Im Oktober 1884 gelang es General François de Négrier, mit der Kep-Kampagne einen chinesischen Vorstoß auf das Delta des Roten Flusses abzuwehren. Bei einem folgenden Gegenstoß rückten Négriers Truppen bis in das Tal des Flusses Lục Nam vor und besetzten die Orte Kep und Chu in der Absicht, von diesen aus später einen Vorstoß auf Lang Son führen zu können, welches als Zentrum der chinesischen Truppen in Tonkin galt. Im westlichen Deltagebiet, wo der französische Posten in Tuyen Quang durch Truppen der chinesischen Yunnan-Armee belagert wurde, errichteten die Franzosen während des Herbstes 1884 weitere Posten und befestigten diese. Eine Entsetzung Tuyen Quangs hielten sie zu diesem Zeitpunkt aufgrund mangelnder Truppenstärke noch nicht für möglich.
Im Februar 1885 gelang es Brière de l’Isle, in der Lang Son-Kampagne die Guangxi-Armee zum Rückzug zu zwingen. Die Besetzung Dong Songs am 6. Februar bedrohte aus chinesischer Sicht die Nachschub- und Rückzugswege und veranlasste die Befehlshaber der Guangxi-Armee, sich aus dem Tal des Song Thuong bis in den Westen Lang Sons zurückzuziehen. Die französische Besetzung Lang Sons am 13. Februar eröffnete Brière die Möglichkeit, über die nun vollständig unter seiner Kontrolle stehende Mandarin-Straße Truppen aus dem Süden zur Entsetzung Tuyen Quangs heranzuziehen. Am 2. März gelang es schließlich, in der Schlacht von Hoa Moc die die Belagerung von Tuyen Quang unterstützenden Schwarzen Flaggen zu schlagen, was die Aufhebung der Belagerung zur Folge hatte.
Den März über richteten die Franzosen weitere Posten im Norden Tonkins ein und erweiterten die Mandarin-Straße, damit diese auch von Lastenkarren befahren werden konnte. Weiter östlich rückten parallel andere Truppen entlang der Küste weiter auf die chinesische Grenze vor. Nach einiger Zeit der Reorganisation begannen die Franzosen im westlichen Bereich ab Ende März eine erneute Offensive, um auch die Truppen der Yunnan-Armee aus Tonkin zu vertreiben. Nach Niederlagen bei Bang Bo und Phu Lam Tao kam es in Lang Son zu Gerüchten über den Vormarsch einer starken chinesischen Streitmacht auf die Stadt, was den dortigen Befehlshaber Paul-Gustave Herbinger veranlasste, die Stadt in großer Eile und unter Aufgabe dortigen Ausrüstung und Versorgungsgüter zu räumen. Diese Räumung führte in Frankreich zu einer Regierungskrise und letztlich im April 1885 zur Beendigung des Chinesisch-Französischen Krieges.

## Die „Befriedung“ von Tonkin (April 1885 bis April 1886)

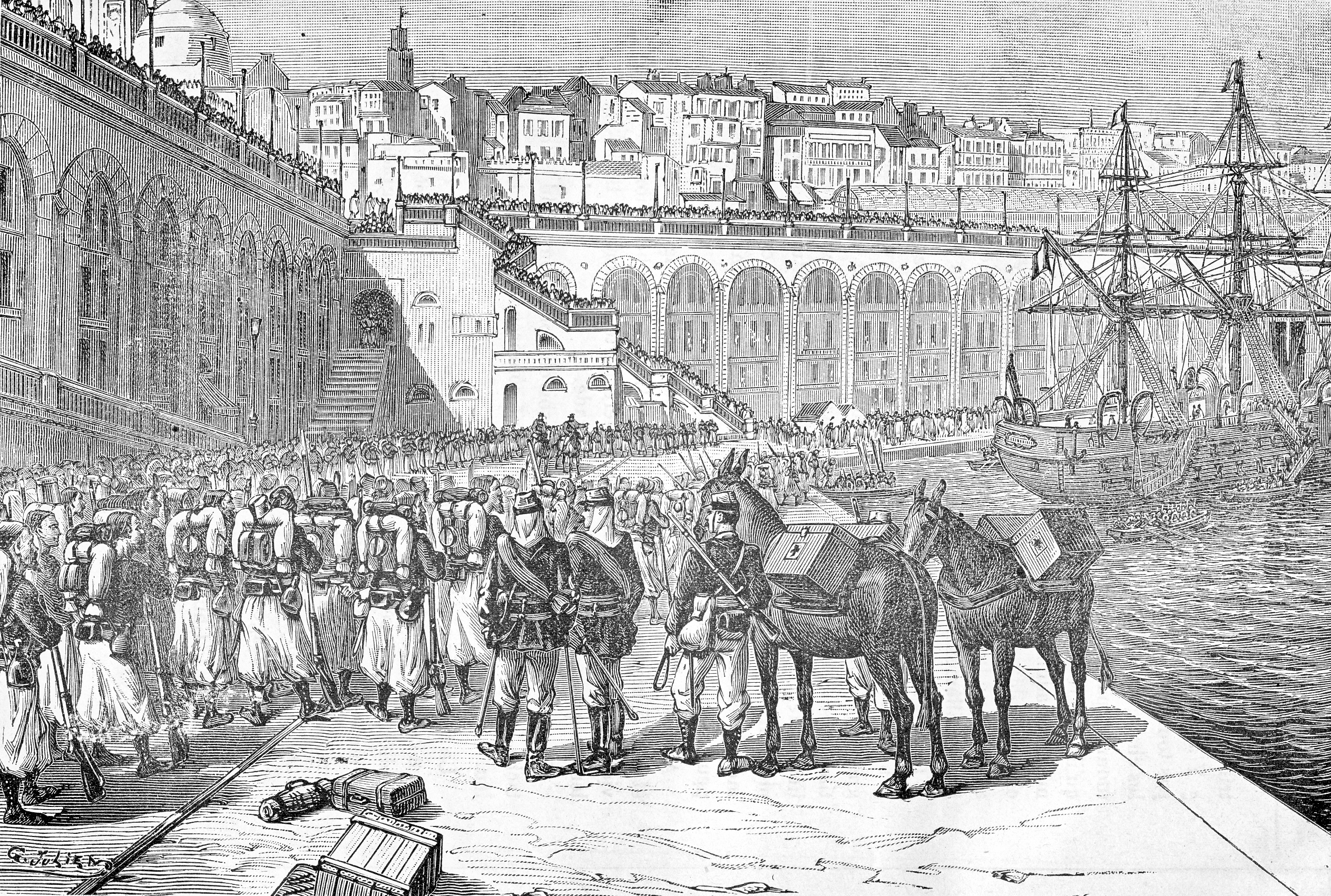
Zouaven machen sich in Algiers bereit für ihre Verschiffung nach Tonkin, Januar 1885

Obwohl der Chinesisch-Französische Krieg mit einem Unentschieden endete, verzichtete China im am 9. Juni 1885 in Tientsin geschlossenen Friedensvertrag auf seine historisch bedingte Oberhoheit über Vietnam und anerkannte das französische Protektorat über Annam und Tonkin. Theoretisch hatte Frankreich nun sein Ziel erreicht und die Herrschaft über Tonkin auch offiziell errungen, in der Praxis sah dies jedoch anders aus und ein Sprichwort aus dieser Zeit besagte, dass Frankreich seinen Anspruch über Tonkin offiziell gemacht habe, nun müsse es das Land nur noch erobern.
Nach dem überstürzten Rückzug aus Tonkin wurden weitere Verstärkungen nach Tonkin in Marsch gesetzt. Gemeinsam mit schon seit Jahresanfang auf dem Weg befindlichen Truppen erhöhte sich die Mannstärke der Franzosen so bis zum Sommer 1885 auf etwa 35.000 Soldaten. Aufgrund dieser Aufstockung wurde eine zusätzliche Division gebildet, wodurch das Expeditionskorps Tonkin nun aus vier Brigaden in zwei Divisionen bestand. General Brière de l’Isle behielt den Befehl über die erste Division, musste den Oberbefehl über das Expeditionskorps am 1. Juni jedoch an den neu eingetroffenen General Philippe-Marie-Henri Roussel de Courcy abtreten. Die zweite Division wurde von General Négrier übernommen.
Während des Oberbefehls de Courcys kam es zu steigendem Widerstand der Zivilbevölkerung sowohl in Annam als auch in Tonkin gegen die französische Herrschaft. Im Sommer und Herbst 1885 kam es darüber hinaus zu einer Choleraepidemie, während der trotz restriktiver Quarantänemaßnahmen mehr Soldaten des Expeditionskorps starben, als während des gesamten neun Monate dauernden Chinesisch-Französischen Krieges. Am 2. Juli 1885 kam es zu einem Angriff vietnamesischer Freischärler auf französische Truppen bei Huế. Einen Einmarsch in Annam, wo de Courcy die Stützpunkte der Aufständischen vermutete, wurde von der neuen französischen Regierung jedoch verboten. De Courcy führte jedoch mehrere Landungsoperationen entlang der Küstenlinie durch. Als Vorwand benutzte er die Ermordung mehrerer vietnamesischer Katholiken und dass er diese schützen müsse. Hauptsächlich ging es ihm jedoch um die Besetzung strategisch wichtiger Küstenorte.
In Tonkin sorgte der Rückzug der chinesischen Truppen stellenweise für den Zusammenbruch der öffentlichen Ordnung. Die meisten chinesischen Soldaten verließen das Land zwar zügig, die häufig zahlreich angeworbenen oder verpflichteten vietnamesischen Hilfskräfte wurden jedoch zurückgelassen oder desertierten, da sie seit Monaten keinen Sold mehr erhalten hatten. Meist hatten diese ehemaligen Soldaten ihre Waffen behalten und wandten sich nun dem Banditentum zu oder gaben vor, für die Befreiung des Landes von den Franzosen zu kämpfen, wozu sie sich aus der Bevölkerung ernährten. Dies sorgte dafür, dass der französische Einfluss im Sommer 1885 auf die unmittelbare Umgebung ihrer Stützpunkte begrenzt war. Begünstigt wurde dies dadurch, dass de Courcy kein sonderliches Interesse an den nördlich gelegenen Gebieten zeigte. So ließ er die von den Chinesen geräumten Stützpunkte vorerst nicht besetzen, wodurch sich dort ein Netz an Widerstandsorganisationen bilden konnte.
Den einzigen wirklichen Erfolg konnte eine algerisch-tonkinesische Truppe unter Oberst Mourlan erringen, der eine große Widerstandsgruppe aus den Tam Dao-Bergen vertreiben und eine Garnison in Lien Son einrichten konnte. Trotz ihrer großen Zahl stellten die Vietnamesen sich nicht dem Kampf, sondern zogen sich in die Provinz Thai Nguyen zurück, wo sie sich wieder zu sammeln versuchten.

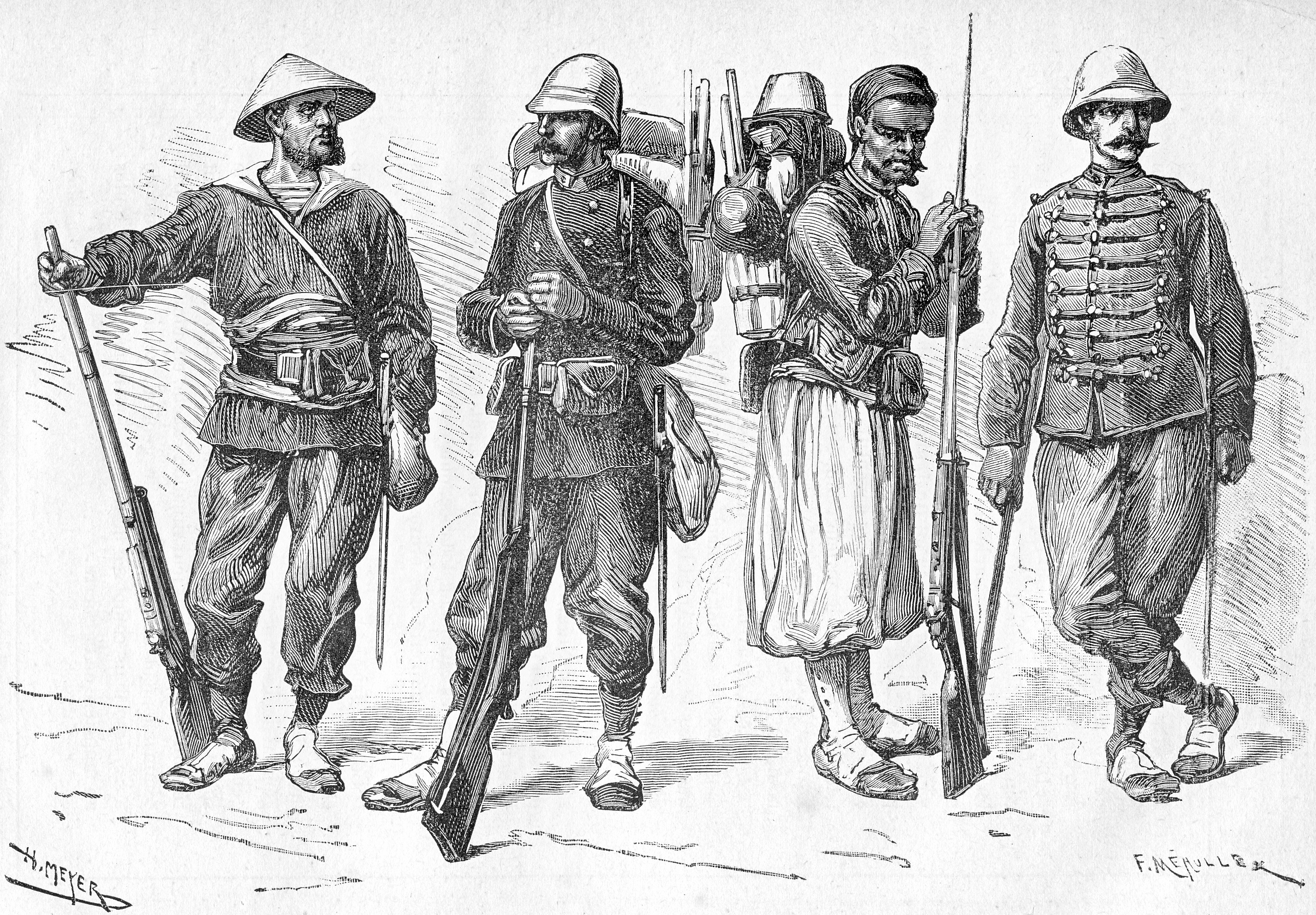
Uniformen des Expeditionskorps Tonkin (v. l. Fusilier-Marin, Marineinfanterist, Turco und Marineartillerist)

Auf Kritik an seinem Verhalten entgegnete de Courcy wiederholt, dass der Sommer für größere Operationen mit europäischen Truppen aufgrund des heißen Klimas ungeeignet sei und er auf den Herbst warte. Im Oktober 1885 setzte er schließlich größere Kolonnen in Marsch, welche die aufgegebenen Stellungen der chinesischen Yunnan-Armee besetzen sollten. Bei Thanh May stießen diese Truppen auf erheblichen Widerstand durch Freischärler. De Courcy sammelte daher etwa 7000 Soldaten und versuchte die Stadt einzukreisen, um die Aufständischen zu zerschlagen. Diese konnten sich jedoch rechtzeitig absetzen und übergaben die Stadt kampflos. Später sammelten sie sich weiter flussaufwärts am Roten Fluss um Thanh Quan.
In der ersten Februarwoche 1886 rückten zwei Marschkolonnen unter General Jamont beiderseits des Flusses auf Thanh Quan vor, um die neu formierten Freischärler zu stellen. Diese zogen sich jedoch erneut zurück, zerstreuten sich dieses Mal jedoch endgültig in die Wälder. Am 17. Februar konnten die Franzosen Van Ban Chau besetzen und verharrten anschließend mehrere Wochen auf ihrer Position. Diese Pause war von der französischen Regierung angeordnet worden, welche die chinesische Regierung darüber informieren wollte, dass die Truppen des Expeditionskorps bald ihre Grenze erreichen würden. Anschließend wurde der Vormarsch fortgesetzt und am 29. März Lao Cai nahe der Grenze besetzt. Unterwegs wurden entlang des Roten Flusses weitere befestigte Posten angelegt. Den Oberbefehl über diese nordwestliche Region erhielt General de Maussion.
Im November 1885 hatte de Courcy weitere Truppen in den Nordosten Tonkins entsandt, um die dort an Macht gewinnenden Aufständischen zu vertreiben. Die Kolonne unter General Sevière stieß jedoch auf weniger Widerstand als erwartet, wodurch die Franzosen schnell in die nicht genau festgelegte Grenzregion zur chinesischen Provinz Guangxi vorrücken konnten. Die dortige Grenze wurde erst 1887 in einem Abkommen festgelegt. General de Courcy wurde im April 1886 durch General Warnet als Oberbefehlshaber abgelöst. Obwohl die Befriedung von Tonkin noch Jahre andauerte, wird die Befehlsübernahme durch Warnet allgemein als Endpunkt der Tonkin-Kampagne angesehen. Frankreich hatte förmlich die Kontrolle über Tonkin errungen und kontrollierte alle wichtigen Orte.

## Erinnerung

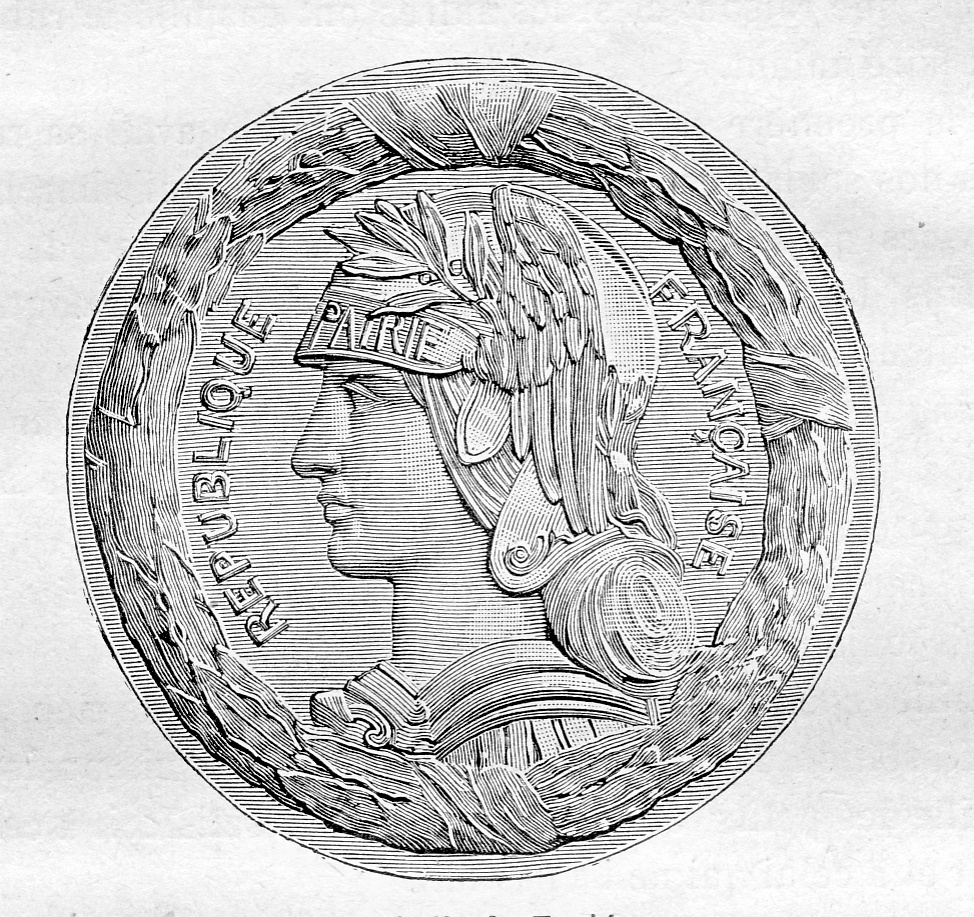
Tonkin-Gedenkmedaille

Der Tonkin-Kampagne wurde in Frankreich durch die Stiftung einer Gedenkmedaille erinnert. Unter den Soldaten, an die diese Medaille verliehen wurde, führte zu Unmut, dass nicht alle Siege, sondern nur einige wenige wie die Lang-Son-Kampagne, an der nicht alle Träger teilgenommen hatten, auf der Rückseite der Medaille ausdrücklich erwähnt wurden. Viele fühlten ihr Engagement hierdurch nicht hinreichend gewürdigt.
Bei der jährlichen Militärparade am 14. Juli 1886 in Paris wurde es einigen ausgewählten Truppenteilen, die am Chinesisch-Französischen Krieg teilgenommen hatten, gestattet, mitzumarschieren. Viele dieser Teilnehmer waren jedoch davon enttäuscht, dass ihnen nur der Oberstleutnant Marc-Edmond Dominé, welcher die französischen Truppen während der Belagerung von Tuyen Quang geführt hatte sowie der neue Kriegsminister Georges Boulanger voranritten, während die Generäle Brière de l’Isle und de Négrier nicht anwesend waren. Besonders die Person Boulangers, der drei Jahre später der Planung eines Staatsstreiches verdächtigt wurde und nicht in Tonkin gedient hatte, wurde nicht akzeptiert.